# Campionati del mondo di atletica leggera 1995 - Lancio del martello
L'evento del lancio del martello ai campionati del mondo di atletica leggera 1995 si svolse a Göteborg, in Svezia il 5 e 6 agosto del 1995. Presero parte alla competizione 44 atleti. 

## Podio
| Pos.    | Atleta            | Nazionalità | Prestazione |
| ------- | ----------------- | ----------- | ----------- |
| Oro     | Andrej Abduvaliev | Tagikistan  | 81,56       |
| Argento | Ihar Astapkovič   | Bielorussia | 81,10       |
| Bronzo  | Tibor Gécsek      | Ungheria    | 80,98       |

## Programma
- Fuso orario UTC+1

| Qualificazioni             | Qualificazioni             |
| Gruppo A                   | GruppoB                    |
| -------------------------- | -------------------------- |
| 5 agosto 1995 – ore 11:00  | 05 agosto 1995 – ore 13:00 |
| Finale                     |                            |
| 06 agosto 1995 – ore 14:15 |                            |

## Record
| Record mondiale       | Jurij Sedych    | 86.74 m | Stoccarda   | 30 agosto 1986   |
| Record dei campionati | Sergej Litvinov | 83.06 m | Roma        | 1 settembre 1987 |
| Mondiale stagionale   | Ihar Astapkovič | 82.60 m | Szombathely | 29 maggio 1995   |

## Risultati

### Qualificazioni
Qualificazione: 76,50 oppure i 12 migliori atleti avanzano alla finale.

#### Gruppo A
| Posizione generale | Nome                | Nazionalità   | Lanci | Lanci | Lanci | Risultato |
| Posizione generale | Nome                | Nazionalità   | 1°    | 2°    | 3°    | Risultato |
| ------------------ | ------------------- | ------------- | ----- | ----- | ----- | --------- |
| 2                  | Igor Astapkovich    | Bielorussia   | 79,12 | —     | —     | 79,12 m   |
| 4                  | Lance Deal          | Stati Uniti   | 76,38 | 76,70 | —     | 76,70 m   |
| 5                  | Tibor Gécsek        | Ungheria      | 76,64 | —     | —     | 76,64 m   |
| 7                  | Aleksandr Seleznyov | Russia        | 72,76 | 76,16 | 74,04 | 76,16 m   |
| 8                  | Ilya Konovalov      | Russia        | 75,58 | —     | —     | 75,58 m   |
| 12                 | Oleksandr Krykun    | Ucraina       | 72,32 | 74,48 | 74,30 | 74,48 m   |
| 18                 | Enrico Sgrulletti   | Italia        | n     | 71,82 | 72,60 | 72,60 m   |
| 19                 | Plamen Minev        | Bulgaria      | 70,94 | 72,60 | 67,90 | 72,60 m   |
| 20                 | Per Karlsson        | Svezia        | n     | 70,54 | 72,48 | 72,48 m   |
| 21                 | Mika Laaksonen      | Finlandia     | 71,46 | 71,72 | 72,20 | 72,20 m   |
| 22                 | Szymon Ziółkowski   | Polonia       | 71,08 | 71,84 | 71,30 | 71,84 m   |
| 24                 | Zoltán Fábián       | Ungheria      | 69,36 | 71,06 | 71,02 | 71,06 m   |
| 26                 | Gilles Dupray       | Francia       | 68,98 | 70,46 | 69,64 | 70,46 m   |
| 27                 | Claus Dethloff      | Germania      | 67,14 | 69,64 | n     | 69,64 m   |
| 30                 | José Manuel Perez   | Spagna        | 68,42 | 67,10 | 65,28 | 68,42 m   |
| 33                 | Pavel Sedláček      | Rep. Ceca     | n     | 66,14 | 67,94 | 67,94 m   |
| 34                 | Peter Vivian        | Gran Bretagna | n     | 67,28 | 65,90 | 67,28 m   |
| 36                 | Vitaliy Khozhatelev | Uzbekistan    | 65,60 | 66,46 | 65,82 | 66,46 m   |
| 39                 | Waleed Al-Bekheet   | Kuwait        | n     | 59,22 | 61,50 | 61,50 m   |
| 41                 | Agustin Jarina      | Filippine     | 49,98 | 49,94 | —     | 49,98 m   |
| —                  | Hristos Polihroniou | Grecia        | n     | n     | n     | NM        |
| —                  | Heinz Weis          | Germania      | —     | —     | —     | DNS       |

#### Gruppo B
| Posizione generale | Nome               | Nazionalità   | Lanci | Lanci | Lanci | Risultato |
| Posizione generale | Nome               | Nazionalità   | 1°    | 2°    | 3°    | Risultato |
| ------------------ | ------------------ | ------------- | ----- | ----- | ----- | --------- |
| 1                  | Andrey Abduvaliyev | Tagikistan    | 75,50 | 79,18 | —     | 79,18 m   |
| 3                  | Balázs Kiss        | Ungheria      | 78,04 | —     | —     | 78,04 m   |
| 6                  | Raphaël Piolanti   | Francia       | 74,00 | 76,26 | —     | 76,26 m   |
| 9                  | Sergey Alay        | Bielorussia   | 74,38 | 75,36 | n     | 75,36 m   |
| 10                 | Vadim Kolesnik     | Ucraina       | n     | 74,86 | n     | 74,86 m   |
| 11                 | Marko Wahlman      | Finlandia     | 74,60 | n     | 73,64 | 74,60 m   |
| 13                 | Tore Gustafsson    | Svezia        | 72,64 | 71,92 | 74,44 | 74,44 m   |
| 14                 | Sean Carlin        | Australia     | 73,02 | 71,84 | 73,86 | 73,86 m   |
| 15                 | Christophe Épalle  | Francia       | 72,04 | 73,62 | 72,02 | 73,62 m   |
| 16                 | Karsten Kobs       | Germania      | 72,96 | n     | X     | 72,96 m   |
| 17                 | Jüri Tamm          | Estonia       | 71,06 | n     | 72,66 | 72,66 m   |
| 23                 | Vasiliy Sidorenko  | Russia        | 71,78 | n     | 71,22 | 71,78 m   |
| 25                 | Lasse Akselin      | Finlandia     | 70,82 | 70,22 | n     | 70,82 m   |
| 28                 | Kevin McMahon      | Stati Uniti   | 68,40 | 69,14 | 67,58 | 69,14 m   |
| 29                 | Jan Bielecki       | Danimarca     | 68,80 | n     | n     | 68,80 m   |
| 31                 | Hakim Toumi        | Algeria       | 68,36 | 62,68 | 66,40 | 68,36 m   |
| 32                 | Roman Linscheid    | Irlanda       | 68,14 | 68,34 | 68,08 | 68,34 m   |
| 35                 | Kōji Murofushi     | Giappone      | 67,06 | n     | n     | 67,06 m   |
| 37                 | Andrés Charadia    | Argentina     | 66,34 | 65,78 | 64,88 | 66,34 m   |
| 38                 | Cherif El Hennawi  | Egitto        | n     | 63,68 | 65,66 | 65,66 m   |
| 40                 | Brentt Jones       | Isola Norfolk | 50,52 | 49,44 | 46,80 | 50.52 m   |
| —                  | Alberto Sánchez    | Cuba          | n     | n     | n     | NM        |

### Finale
| Pos.    | Atleta              | Nazionalità | Lanci | Lanci | Lanci | Lanci           | Lanci           | Lanci           | Misura  |
| Pos.    | Atleta              | Nazionalità | 1°    | 2°    | 3°    | 4°              | 5°              | 6°              | Misura  |
| ------- | ------------------- | ----------- | ----- | ----- | ----- | --------------- | --------------- | --------------- | ------- |
| Oro     | Andrey Abduvaliyev  | Tagikistan  | 77,68 | 79,10 | 78,22 | 80,12           | 79,00           | 81,56           | 81,56 m |
| Argento | Igor Astapkovich    | Bielorussia | n     | 79,02 | 79,98 | 81,10           | 80,58           | 80,26           | 81,10 m |
| Bronzo  | Tibor Gécsek        | Ungheria    | 79,20 | 80,40 | 77,94 | 80,98           | n               | n               | 80,98 m |
| 4       | Balázs Kiss         | Ungheria    | 79,02 | 77,84 | 78,70 | 78,18           | 77,46           | n               | 79,02 m |
| 5       | Lance Deal          | Stati Uniti | n     | 73,12 | 76,24 | 77,86           | 78,12           | 78,66           | 78,66 m |
| 6       | Sergey Alay         | Bielorussia | 74,26 | 75,68 | 76,66 | 71,84           | 75,38           | 75,74           | 76,66 m |
| 7       | Ilya Konovalov      | Russia      | 75,84 | 75,52 | 76,50 | n               | 72,46           | 76,46           | 76,50 m |
| 8       | Aleksandr Seleznyov | Russia      | 76,18 | n     | n     | n               | n               | 72,02           | 76,18 m |
|         |                     |             |       |       |       |                 |                 |                 |         |
| 9       | Raphaël Piolanti    | Francia     | 75,98 | n     | 75,18 | Non qualificati | Non qualificati | Non qualificati | 75,98 m |
| 10      | Oleksandr Krykun    | Ucraina     | 73,32 | 75,52 | 74,10 | Non qualificati | Non qualificati | Non qualificati | 75,52 m |
| 11      | Vadim Kolesnik      | Ucraina     | n     | 75,18 | 74,50 | Non qualificati | Non qualificati | Non qualificati | 75,18 m |
| 12      | Marko Wahlman       | Finlandia   | 73,02 | n     | 71,04 | Non qualificati | Non qualificati | Non qualificati | 73,02 m |